# Alfonsas Nyka-Niliūnas
Alfonsas Nyka-Niliūnas (echter Name Alfonsas Čipkus; * 15. Juli 1919 in Nemeikščiai, Rajongemeinde Utena, Bezirk Utena; † 20. Januar 2015 in Baltimore, Maryland) war ein litauischer Dichter, Übersetzer und Literaturkritiker.

## Leben
Bis 1938 absolvierte Alfonsas Čipkus ein Gymnasium in Utena. 1938/1939 studierte er Romanistik und Philosophie an der Vytautas-Magnus-Universität in Kaunas, 1942 absolvierte er das Studium an der Universität Vilnius in der litauischen Hauptstadt. 1944 emigrierte er nach Deutschland. Er bildete sich weiter an der Eberhard Karls Universität Tübingen und der Albert-Ludwigs-Universität Freiburg. Nyka-Niliūnas studierte deutsche, französische und englische Literatur. Er arbeitete in litauischen Gymnasien im Ausland und war Mitarbeiter der litauischen Kulturpresse. Ab 1949 lebte er in Baltimore (USA). Bis zu seiner Rente arbeitete Nyka-Niliūnas bei der Library of Congress.
Als Lyriker wählte Alfonsas Čipkus die Pseudonyme Alfonsas Nyka-Niliūnas, Leonas Miškinas, Andrius Sietynas, H. B. S. und andere. Die ersten Gedichte schrieb er 1937. Sie wurden in der Studentenpresse veröffentlicht.
Das erste Buch „Praradimo simfonijos“ erschien 1946 in Tübingen. Die anderen Poesiesammlungen waren „Orfėjaus medis“ (1953), „Balandžio vigilijos“ (1957), „Vyno stebuklas“ (1974), „Žiemos teologija“ (1985). Mit Kazys Bradūnas, Juozas Kėkštas und Henrikas Nagys war er Herausgeber der Poesie-Anthologie „Žemė“.
Er übersetzte Werke von Charles Baudelaire, Arthur Rimbaud, Paul Claudel, Henri Michaux, Stefan George, T. S. Eliot, Giacomo Leopardi und Martin Heidegger.

## Auszeichnung
1997 wurde er mit dem Nationalen Preis Litauens ausgezeichnet.

## Ehrung
- Ehrendoktor der Vytautas-Magnus-Universität Kaunas

## Bibliografie
- Orfėjaus medis: eilėraščiai. 2-asis leidimas. – Chicago: V. Saulius, 1954. kiti leidimai: 1953.
- Balandžio vigilija: eilėraščiai. – Chicago: V. Saulius, 1957.
- Išduotas medis: eilėraščiai. – Chicago: Pedagoginis lituanistikos institutas, 1971.
- Vyno stebuklas: eilėraščiai. – Chicago: Algimanto Mackaus knygų leidimo fondas, 1974.
- Žiemos teologija: eilėraščiai. – Chicago: Algimanto Mackaus knygų leidimo fondas, 1985.
- Būties erozija: eilėraščiai. – Vilnius: Vaga, 1989.
- Temos ir variacijos: literatūra, kritika, polemika. Vilnius: Baltos lankos, 1996.
- Eilėraščiai. – Vilnius: Baltos lankos, 1996.
- Dienoraščio fragmentai. – Willowbrook: Algimanto Mackaus knygų leidimo fondas, 1998. I t.: 750 p.; II t.: 540 p.; 750 p.